# Virpirka z Tenglingu
Virpirka z Tenglingu, také Wilbura, Hildburga nebo Wirpirk, byla manželka Konráda I. a česká kněžna.
Virpirka byla dcerou Siegharda z bavorského rodu Sieghardovců a Bilihildy (Pilihild). Její otec padl roku 1044 v bitvě s Maďary, které se na straně říše účastnil i Břetislav I. Konrádovou manželkou byla od roku 1054.
Konrád I. získal po smrti Oty Olomouckého vládu nad celou Moravou, s čímž nemohl souhlasit král Vratislav II. Během obléhání Brna v roce 1091 ale došlo ke vzpouře v královském vojsku, kterou vedl Vratislavův syn Břetislav. Virpirka při obležení přišla, údajně bez manželova vědomí, do Vratislavova tábora žádat o mír pro zemi a milost pro manžela a synovce Břetislava. Kosmas píše:
Zatím choť Konrádova, jež Virpirk jménem svým slula, jedna z počtu moudrých žen, přišla bez vědomí svého chotě do tábora králova; a když mu byla ohlášena, svolal král předáky do shromáždění. Byvši předvolána stanula před králem. Její tvář tonula v slzách a vzlykání dusilo v ní slova, až konečně nabravši síly takto promluvila: ,Já tvou, milený králi, už nehodná švagrovou slouti, ke tvým kolenům s prosbou jsem nijak nepřišla maně´ a padla na tvář a klaněla se králi. A povstavši na jeho pokyn, pravila: ,Pane můj a králi, nenajdeš v těchto končinách žádný podnět k válce, žádné vítězství z bitvy odsud neodneseš: vedeš válku více než občanskou. Ale určuješ-li nás a naše statky za kořist svým vojákům, obracíš na sebe své šípy, když svého bratra, jemuž jsi povinen ochranou, odíráš krvavou loupeží. Na Boha vpadá, kdo své napadá.
Komplikovaná situace přiměla krále, aby podle stařešinského řádu určil za svého nástupce Konráda Brněnského a oba bratři se smířili. Břetislav raději prchl do Uher.

## Potomci
- Oldřich Brněnský († 1113), brněnský údělník

∞ N.N.
- Litold Znojemský († 1112), znojemský údělník

∞ Ida Babenberská
| Česká kněžna               | Česká kněžna              | Česká kněžna               |
| -------------------------- | ------------------------- | -------------------------- |
| Předchůdce: Svatava Polská | 1092 Virpirka z Tenglingu | Nástupce: Lukarta z Bogenu |